# 凉州营遗址
凉州营遗址，位于中国青海省互助县城关乡凉家营村，为青海省市县级文物保护单位，公布日期为1983年10月12日，类型为古遗址。
凉州营遗址的历史年代为青铜时代、汉代。